# Berabevú
Berabevú é uma comuna localizada no departamento Caseros, ao sul da província de Santa Fé, Argentina. Dista 150 km da cidade de Rosário e a 320 km de Santa Fé.
A atividade econômica está baseada principalmente na produção agropecuária com soja, trigo, milho e gado bovino; conta também com pequenas indústrias dedicadas ao agronegócio e a produção de alimentos.
O nome BERABEVÚ é de um arbusto nativo, "duraznillo de frutos rojizos" (pequeno pessegueiro de frutos vermelhos), que cobria o local.

## História
- 1 de julho de 1902 é fundada, com a inauguração da ferrovia. Enrique H. Woodgate, da empresa Ferrocarriles Argentinos, registra em 13 de agosto de 1901, dois terrenos em ambos os lados da estação: lotes 50 e 58 da "Colonia Palencia", de José e Felipe Migliore. Em Córdoba, encarrega o loteamento a firma Astrada Hnos. y Pérez, volta com o plano e oferece os terrenos a venda com benefícios amplos de pagamento.
- 2 de julho de 1908, o povoado surge e o Governo de Santa Fé, por decreto cria a Comissão de Fomento, e delimita sua jurisdição.
- 1907 é criada a Escuela Nacional 29.

## Santo Padroeiro
- São Jorge, festividades: 23 de abril.

## Pontos Turísticos
- 4 Esquinas

## Festa do Milho
- Anualmente na última semana de outubro.

## Personalidades
Pelo seu desempenho se destacam:
- VÍCTOR M. GAYA médico (nome de rua)
- ROGELIO TERRE farmacêutico (nome de rua)
- EDUARDO GARAVELLI médico (nome de rua)
- PBRO. JOSÉ MARÍA GAGLIANO pároco (Avenida cruce FFCC)
- JUAN BASILIO BIANCO médico (nome do SAMCo local)
- MARIA ELVIRA BLANCO DE MOSCETTA professora (salão de usos múltiplos da Esc. Prov. N.º 6029)